# DGF Flensborg

Vereinslogo

Der Dansk Gymnastikforening Flensborg e. V. (deutsch Dänischer Turnverein Flensburg), kurz DGF Flensborg, ist ein Sportverein der dänischen Minderheit aus Flensburg (dänisch Flensborg). Die erste Fußballmannschaft spielte drei Jahre in der höchsten Amateurliga Schleswig-Holsteins.

## Geschichte
Der Verein wurde am 9. November 1923 gegründet. Der Verein besitzt eigene Sportanlagen, unter anderem ein Fußballplatz, nahe der Marienhölzung.

### Fußball
Die Fußballer spielten bis 1951 im Bereich des dänischen Verbandes und wechselten danach zum DFB, wobei auch heute noch einige Mannschaften im dänischen Ligensystem antreten. Im Jahre 1963 wurde DGF Meister der 2. Amateurliga Nord, scheiterte aber in der Aufstiegsrunde zur Landesliga. Ein Jahr später gelang der Aufstieg in die höchste Spielklasse Schleswig-Holsteins.
Mit dem zwölften Rang in der Aufstiegssaison 1964/65 wurden die Dänen für ein Jahr die sportliche Nummer eins der Stadt. Schon ein Jahr später folgte der Abstieg. In der Saison 1971/72 gab die Mannschaft ein erneutes und bis heute letztes Gastspiel in der höchsten Liga des Landes. 1980 stieg DGF auch aus der Landesliga ab und erreichte acht Jahre später mit dem Abstieg in die Kreisliga seinen Tiefpunkt.
Der Verein setzte nun verstärkt auf seine Jugendarbeit und kehrte 1996 in die Landesliga zurück. Nach einer Ligenreform spielte DGF von 1999 bis 2008 in der Bezirksoberliga Nord und stieg 2009 aus der neu geschaffenen Verbandsliga Nordwest ab. Der Wiederaufstieg gelang im Jahre 2015.

### Volleyball
Seit 1975 gab es unter Leitung von Gerhard Höllmer eine Volleyballsparte, die bis 1991 mit mehreren Mannschaften im Frauen-, Männer- und Jugendbereich erfolgreich am Punktspielbetrieb im Schleswig-Holsteinischen Volleyballverband teilnahm. Höhepunkt war der Gewinn des Meistertitels bei den Männern 1982.

### Handball
Die Handballerinnen des DGF Flensburg steigen im Jahre 2001 in die drittklassige Regionalliga Nordost auf. Sportlicher Höhepunkt war der fünfte Platz in der Saison 2002/03. Zwei Jahre später stieg die Mannschaft wieder ab.

### Baseball
Der Baseballverein der sich zunächst Baltic Knights nannte, war ursprünglich ein Teil des „American Sports Club e. V.“, in dem auch Football, Basketball gespielt sowie Cheerleading zelebriert wurde. Dieser, seit seiner Gründung einzige Baseballverein der Stadt, ist nicht zu verwechseln mit den Baseballteam „Falcons“ aus Flensburg in Minnesota. Flensburgs Baseballverein spielte schon damals innerhalb der Verbandsliga des Schleswig-Holsteinischen und Hamburgischen Baseball-Verbandes (S/HBV). 2003 schloss sich der Baseballverein dem DGF Flensburg an. 2009 startete auch die Jugendmannschaft des Vereins in der Jugendliga des S/HBV. 2009 und 2010 waren die 1. Herren die beste Mannschaft auf Landesebene. Auf die Teilnahme in der Regionalliga musste das Herrenteam verzichten, weil der Verein noch keinen adäquaten Baseballplatz hatte. Seit 2011 ist ihre Heimspielstätte der Ehrenhain im Volkspark. Die heutigen Flensburg Baltics bestehen aus 65 Mitgliedern, 50 Erwachsenen und 15 Jugendlichen.

### Boxen
Aus dem seit Ende der 1970er Jahre existierenden BC Sparta Flensburg unter Leitung von Erwin Pophal entstand später der BC Flensburg, in dem István Kovács, Sven Ottke, Wladimir Klitschko und Freddy Kiwitt ihre Karrieren als Boxer starteten. 2000 schloss sich der Verein unter neuem Namen DGF Boxen dem DGF Flensborg an. Das Training findet unter Leitung des mehrfachen Landesmeisters SH Torge Surkus in der Idraetshalle statt, der Verein brachte in der Amateur-Liga verschiedene Landesmeister und Sieger bei Verbandsmeisterschaften hervor.

### Badminton
Seit vielen Jahren wird Badminton für Jugendliche und Erwachsene im Verein angeboten. Die Spieler und Spielerinnen nehmen bei Gelegenheit an Turnieren  teil, die angeboten werden. Die Badmintonabteilung ist die kleinste Abteilung im Verein und ist Mitglied im Schleswig-Holsteinischen Badminton-Verband e. V. (SHBV).

## Persönlichkeiten
- Kolja Afriyie (Fußball)
- Morten Jensen (Fußball)
- Christian Jürgensen (Fußball)
- Kira Schnack (Handball)
- Freddy Kiwitt (Boxen)